# Pimpla flavipalpis
Pimpla flavipalpis är en stekelart som beskrevs av Cameron 1899. Pimpla flavipalpis ingår i släktet Pimpla och familjen brokparasitsteklar. Inga underarter finns listade i Catalogue of Life.